# Raamsdonk

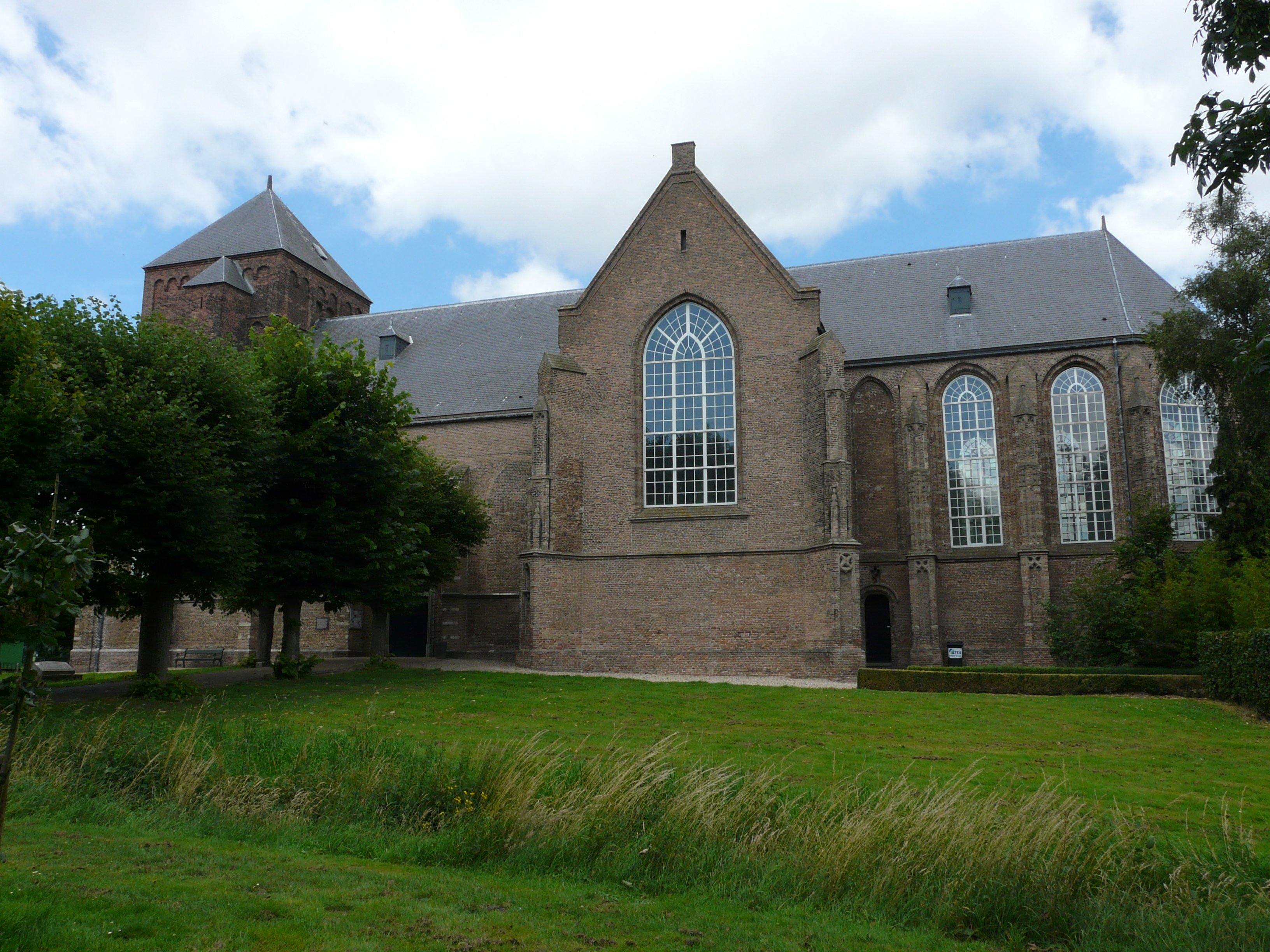
Lambertuskerk

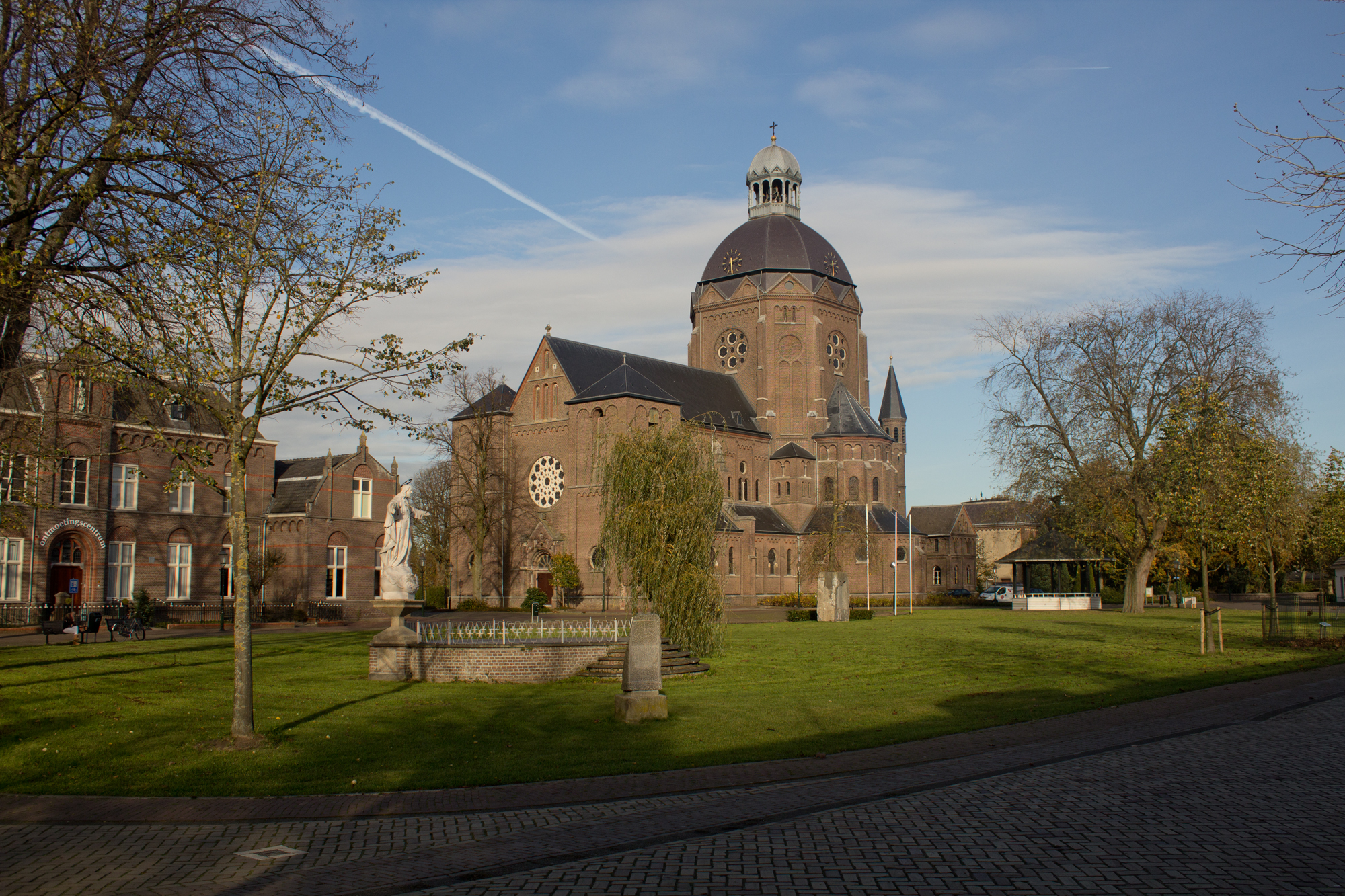
Sint-Bavokerk

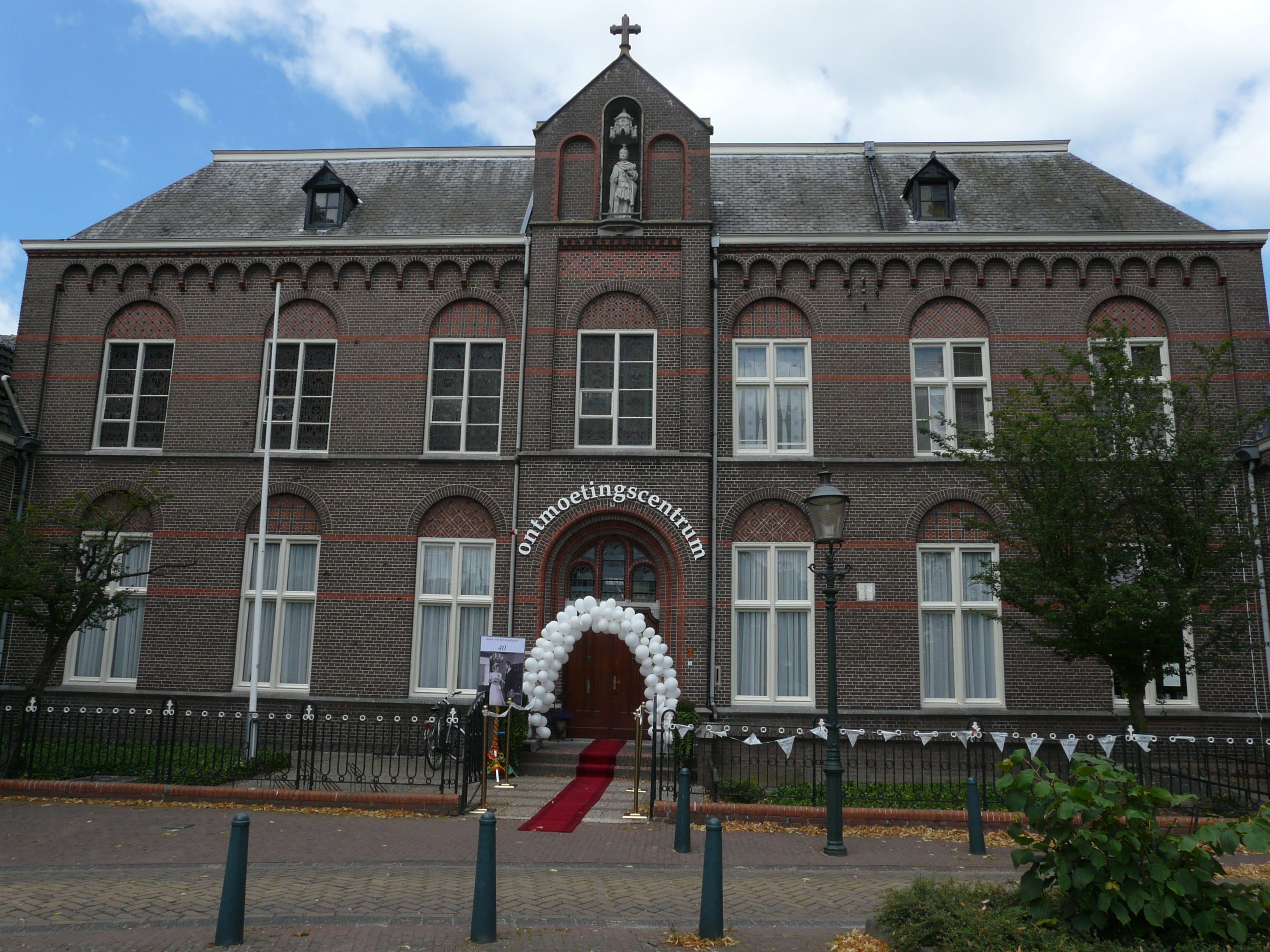
Ontmoetingscentrum

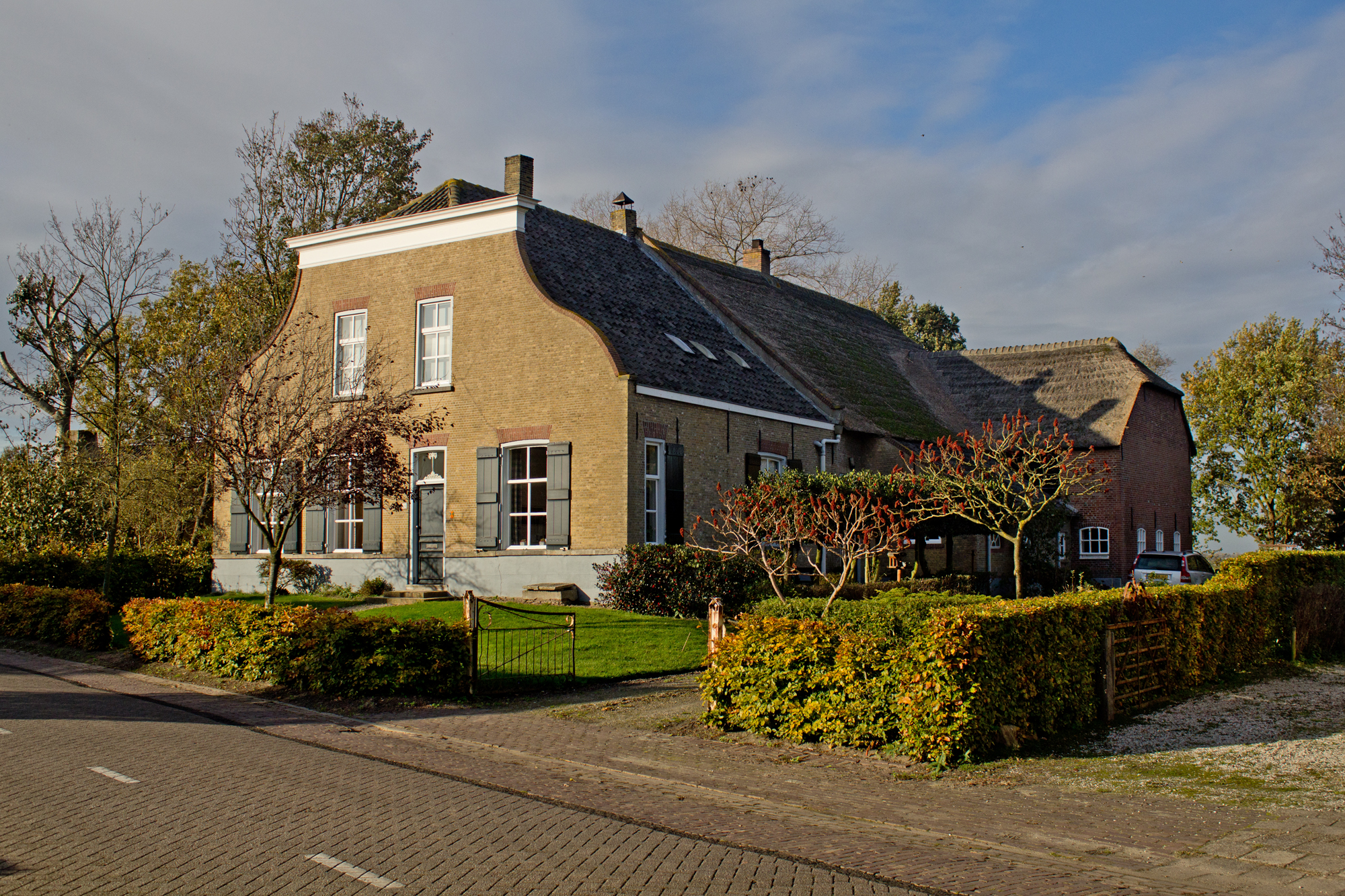
Boerderij met ingezwenkte lijstgevel aan de Luiten Ambachtstraat

Raamsdonk (of: Raamsdonk-Dorp, Raamsdonks: Rammesdoenk) is een dorp in de gemeente Geertruidenberg. Het is het meest westelijk gelegen dorp van De Langstraat. Oorspronkelijk vormde Raamsdonk, samen met de kernen Raamsdonksveer en Keizersveer, de gemeente Raamsdonk. In 1997 werd deze gemeente bij de gemeente Geertruidenberg gevoegd. Het aantal inwoners van Raamsdonk bedraagt ongeveer 2.280 (2023). De meerderheid van de inwoners is katholiek, naast een protestantse minderheid.

## Ligging en nabijgelegen kernen
Raamsdonk ligt tussen Raamsdonksveer en Waspik. Andere nabijgelegen kernen zijn 's Gravenmoer en Hank. De dichtstbijzijnde grote steden zijn Oosterhout en Breda.

## Toponymie
Raamsdonk (als Dunc) werd in 1253 voor het eerst genoemd als Ramesdunc en in 1330 als Raemsdonc. Een 'dunc' of 'donk' is een zanderige heuvel in een moerassig gebied. Het voorvoegsel 'raams' duidt mogelijk op de aanwezigheid van een bepaald soort plant, daslook. Het kan echter ook een persoonsnaam zijn.

## Geschiedenis
Reeds lang moet Raamsdonk een kerk hebben gehad. Deze was gewijd aan Sint-Lambertus, wat wijst op een hoge ouderdom en op banden met het Prinsbisdom Luik. In 1317 werd een gedeelte van het recht van uitoefenen van overheidsmacht in leen gegeven aan Claes van Wieldrecht, die daarmee ambachtsheer van Raamsdonk werd. Een ander deel van de parochie werd eerder uitgegeven en vormde samen met een deel van de parochie van Waspik de ambachtsheerlijkheid Groot Waspik. Het zuidoostelijk deel zou later de naam Hendrik Luiten Ambacht krijgen.
Het dorp werd grotendeels verwoest tijdens de Sint-Elisabethsvloed van 19 november 1421 en werd daarna een paar honderd meter zuidelijker weer opgebouwd. Aldus kwam de kerk, waarvan de toren bleef behouden, buiten het dorp te staan. Toen in de jaren zestig de Maasroute werd aangelegd, werd de kerk ook fysiek van het dorp afgesneden.
Raamsdonk behoorde sinds de middeleeuwen tot het Baljuwschap Zuid-Holland. Toen het Twaalfjarig Bestand in 1609 inging, kwam de kerk definitief in hervormde handen. In 1611 kwam de eerste predikant.
De katholieken kregen in 1690 toestemming tot het oprichten van een schuurkerk, die in het Waspikse gehucht Benedenkerk stond. In 1787 kwam ook in Raamsdonk een schuurkerk, die aan Sint-Bavo werd gewijd en zich in de Bergenstraat bevond. In 1798 eisten de katholieken echter de Sint-Lambertuskerk terug. Deze kregen ze niet, maar als schadeloosstelling werd hen een som geld betaald. De schuurkerk deed dienst tot 1889. Toen werd de monumentale Sint-Bavokerk, een ontwerp van architect Carl Weber, ingewijd. Ze ligt midden in de huidige dorpskern.
In 1722 werd in Raamsdonk-dorp het nieuwe raadhuis gebouwd. In 1822 zou Raamsdonk uiteindelijk als gemeente zijn definitieve grenzen krijgen, om echter in 1997 bij Geertruidenberg te worden gevoegd.
In 1907 werd het Sint-Adrianusgesticht ingewijd. Hier resideerden de Zusters van Liefde, die het bejaardenhuis en een aanpalende meisjesschool beheerden. Deze zusters vertrokken in 1972.

## Bezienswaardigheden
- De hervormde Lambertuskerk uit de 14e en 15e eeuw.
- De katholieke Sint-Bavokerk uit 1889, ontworpen in neo-romanogotische stijl door architect Carl Weber.
- Het Adrianushuis, aan Kerkplein 5, is een voormalig klooster en gesticht door de Zusters der Liefde, vanaf 1975 een ontmoetingscentrum.
- Diverse historische boerderijen, zoals de 18e- en 19e-eeuwse boerderijen van het Langstraatse type: Molenstraat 41-43, Bergenstraat 11-13, Schansstraat 51, Luiten Ambachtstraat 24, 32 en 51, en Lange Broekstraat 3 en 29. Verder zijn er enkele 18e-eeuwse boerderijen van het Langstraatse type met verbrede, naar de weg gekeerde achterhuizen, zoals Korte Broekstraat 3, 5 en 7.
- Een aantal monumentale woonhuizen, waaronder een aantal met ingezwenkte lijstgevel.
- Fransch en Nederduitsch Schoolhuis uit 1787, aan de Molenstraat 37-39.

Zie ook
- Lijst van rijksmonumenten in Raamsdonk
- Lijst van gemeentelijke monumenten in Raamsdonk

## Natuur en landschap
Het langgerekte Raamsdonk ligt op een zandrug die uitsteekt boven het laaggelegen omliggende land dat oorspronkelijk uit veengrond bestond en waar vroeger turf gewonnen werd. Het dorp werd door de Langstraatspoorlijn (thans het Halvezolenpad), doorsneden.
Ten zuiden van het dorp loopt de Donge, en ten westen ligt een uitwateringskanaal van de Donge, waarop ook de 's-Gravenmoerse Vaart uitwatert en dat in het Zuiderafwateringskanaal uitkomt. Dit mondt bij Keizersveer in het Oude Maasje uit.
Raamsdonk wordt vooral door landbouwgebied omringd.

## Verenigingen en stichtingen
```
*   
Wiki Raamsdonk
```

```
*  
Raamsdonks Historie
```

- Voetbalvereniging VV Raamsdonk
- Judovereniging Nintai
- Muziekvereniging Sint Bavo
- Boogschuttersgilde Sint Bavo
- KPJ
- Carnavalsvereniging Oké
- Carnavalsvereniging Op Zenne Kaant
- Stichting Raamsdonks Karnaval (SRK)
- Carnavalsvereniging De Taptrappers

## Voorzieningen

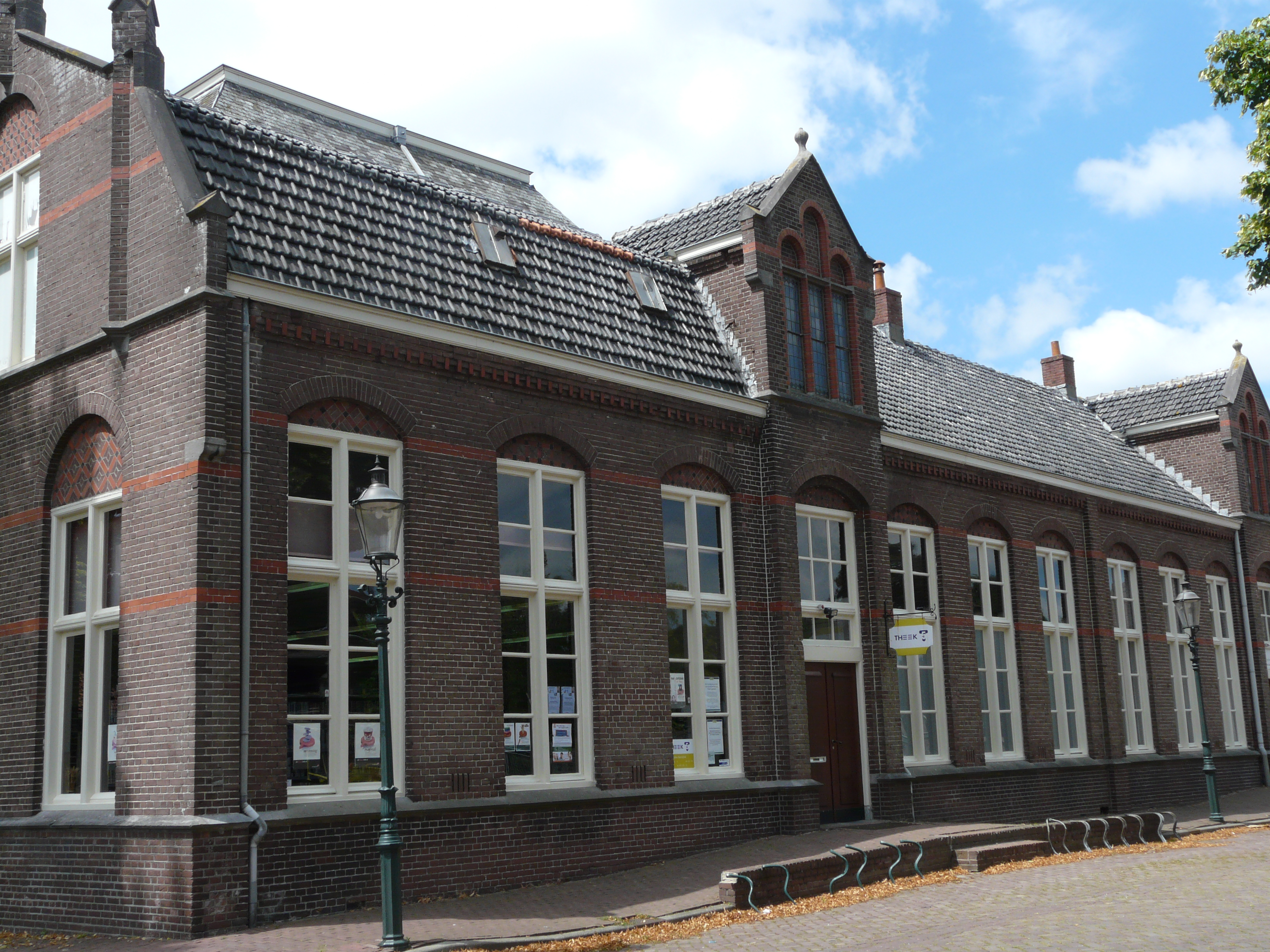
De Ontmoeting

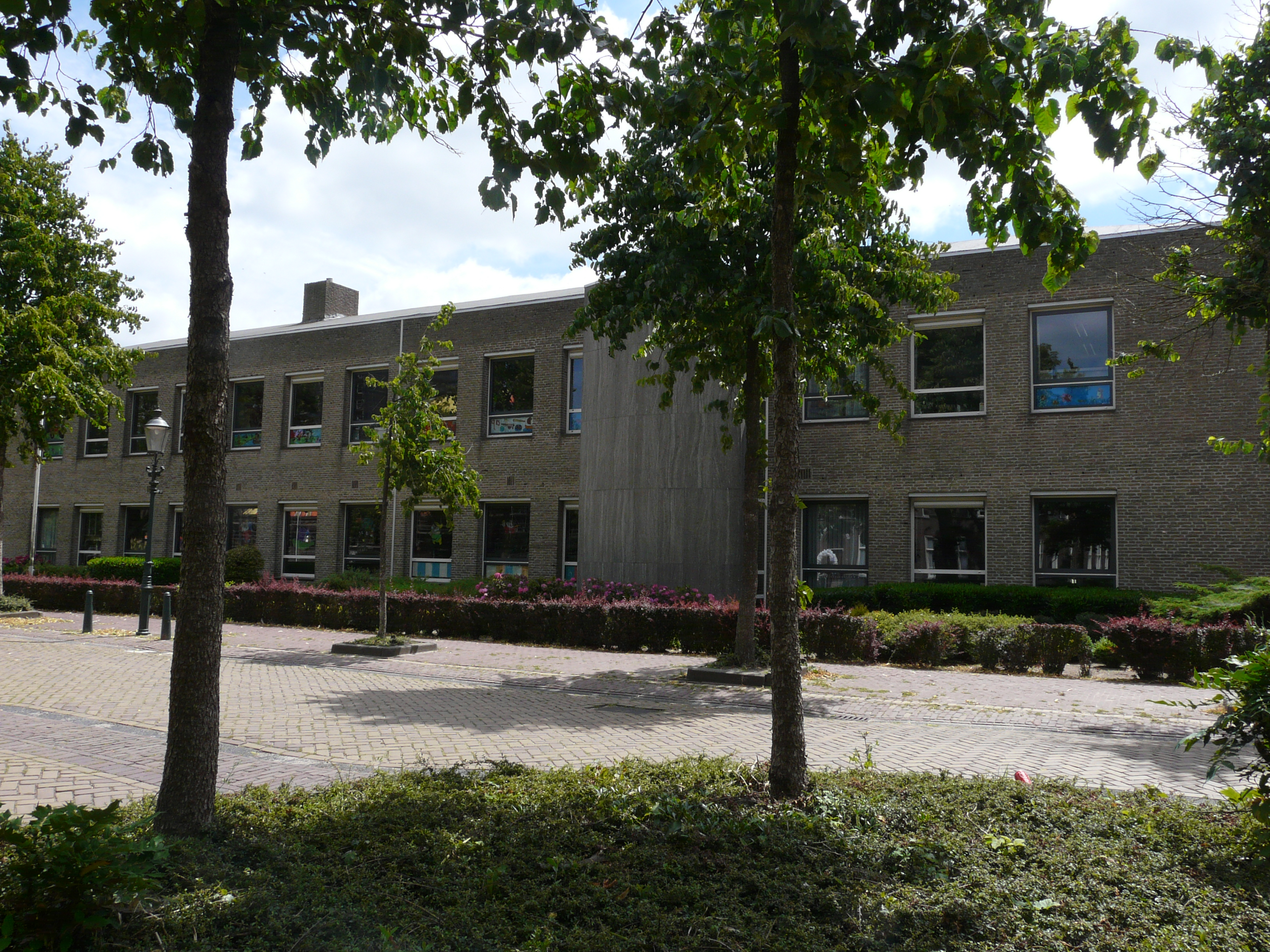
Basisschool De Hoge Waai

- Ontmoetingscentrum Raamsdonk
- R.K. Basisschool Hoge Waai

## Verkeer en vervoer
Raamsdonk is bereikbaar via de A59.

### Openbaar vervoer
Raamsdonk is per openbaar vervoer van Arriva bereikbaar per bus met:
- lijn 174: Made - Geertruidenberg - Raamsdonksveer - Raamsdonk - Waspik - Sprang-Capelle - Waalwijk - Drunen - Wijk en Aalburg (streekbus)

## Geboren
- Cornelis Marinus Oome (1918-1940) Dienstplichtig soldaat Ridder MWO4 klasse Cornelis Oome
- Frits Niessen (1936-2020), politicus
- Anne Paans (1944-2017), klinisch fysicus
- Manon Sikkel (1965), psychologe, journaliste, publiciste en kinderboekenschrijfster
- Matthijs Brouwer (1980), hockeyinternational
- Alex Maas (1990), realityster

## Trivia
In Raamsdonk is een groot gedeelte opgenomen van de dramaserie Wolfseinde.